# Vega, Norveška
Vega je občina v okrožju Nordland na Norveškem. Je del tradicionalne regije Helgeland. Upravno središče občine je vas Gladstad. Druge vasi so Holland in Ylvingen.
Občina obsega približno 6500 otokov v arhipelagu Vega (norveško Vegaøyan). Glavni otok občine je otok Vega, ki je tudi največji s 163 kvadratnimi kilometri. Svetilnik Bremsstein je v jugozahodnem delu občine.
Občina s 165 kvadratnimi kilometri je 314. največja po površini med 356 norveškimi občinami. Vega je 320. najbolj naseljena občina na Norveškem s 1175 prebivalci. Gostota prebivalstva v občini je 7,2 prebivalca na kvadratni kilometer, njeno prebivalstvo pa se je v zadnjih 10 letih zmanjšalo za 6,4 %.

## Splošne informacije
Občina Vega je bila ustanovljena 1. januarja 1838. 1. januarja 1965 je bilo območje Skogsholmen (196 prebivalcev) preneseno iz občine Tjøtta v občino Vega. Nato so bili 1. januarja 1971 otoki Skålvær (prebivalstvo: 32) v severovzhodnem delu Vege preneseni na občino Alstahaug.

## Ime
Občina (prvotno župnija) je dobila ime po glavnem otoku Vega (staronordijsko Veiga), saj je bila tam zgrajena prva cerkev Vega. Prvi element je veig, kar pomeni 'tekočina' ali 'tekočina' (nanaša se na jezera in močvirja otoka). Ime se je pred letom 1891 pisalo Vegø.

## Zgodovina
Zgodnje naselbine na glavnem otoku segajo 10.000 let nazaj, zaradi česar je to eno najstarejših krajev prebivalstva na severu Norveške. Kmetijstvo in ribištvo sta danes, tako kot v preteklosti, ključni področji dela. Današnji prebivalci so skoncentrirani v Holandiji, Valli, Igerøyu, Ylvingenu in Gladstadu, pri čemer je slednji kraj občinskega sveta in večine otoške trgovine.

## Geografija
Leta 2004 je UNESCO kulturno krajino otočja vpisal na seznam svetovne dediščine pod naslovom Vegaøyan – otočje Vega kot reprezentativno za »način, kako so generacije ribičev/kmetov v zadnjih 1500 letih vzdrževale trajnostno življenje v negostoljubni morski pokrajini blizu arktičnega kroga, ki temelji o zdaj edinstveni praksi nabiranja gagjega puha«. Oceansko podnebje in apnenčasta podlaga sta omogočila, da v Vegi raste 10 različnih vrst orhidej, na otočju pa je bilo zabeleženih 210 vrst ptic.
Naravni rezervat Eidemsliene ima veliko toploljubnih vrst rastlin in najbolj oceanski borov gozd na severu Norveške. Naravni rezervat Holandsosen je pomembno mokrišče s plitvim jezerom in zemljo, bogato z apnom; 149 vrst ptic je bilo opaženih v tem rezervatu, ki ima bogato ptičje življenje vse leto (mnoge ptice to uporabljajo kot prezimovališče). Naravni rezervat Lånan ohranja številne vrste obalne narave in je zelo pomembno območje za številne vrste ptic; tukaj se še vedno izvaja spravilo puha.

## Galerija
- Otočje Vega
- Otok Søla
- Poletni dan